# Sorisole
Sorisole (lombardul: Surìsel) település Olaszországban, Lombardia régióban, Bergamo megyében. Lakosainak száma 8862 fő (2023. január 1.). Sorisole Paladina, Sedrina, Almè, Villa d’Almè, Bergamo, Ponteranica és Zogno községekkel határos.

## Népesség
A település lakossága az elmúlt években az alábbi módon változott:
| Lakosok száma | 9021 | 9042 | 8862 |
|               | 2017 | 2018 | 2023 |